# Enfoque en el Paciente (Noruega)
Enfoque en el Paciente es un partido político de Noruega. Se formó como un movimiento de apoyo para la expansión del Hospital de Alta en Finnmark. En las elecciones parlamentarias de 2021, ganó uno de los cinco escaños de Finnmark en el Storting.

## Resultados electorales
| Año  | Votos       | Votos          | Escaños   | Escaños | Posición  |
| Año  | Votos       | %              | Resultado | +/-     | Posición  |
| ---- | ----------- | -------------- | --------- | ------- | --------- |
| 2021 | 4.950 (#16) | \| \| 0,2 % \| | 1/169     | 1       | Oposición |
|      | 0,2 %       |                |           |         |           |